# 沖縄エキスポランド
沖縄エキスポランド（おきなわエキスポランド）は、かつて沖縄県国頭郡本部町にあった沖縄観光コンベンションビューロー（OCVB）が運営していた遊園地である。

## 概要
1975年（昭和50年）の沖縄海洋博覧会の遊園地施設として海洋博会場（現国営沖縄記念公園（海洋博公園））内に開園した。海洋博開催中の総入場者数は約350万人。
開催にあたっては沖縄県知事が泉陽興業に遊園地造成を要望し泉陽興業が企画から運営までを行い、博覧会開催後も営業所を開設して管理を行った。
当初の運営は財団法人沖縄県リゾート開発公社が行っていたが、1979年（昭和54年）に財団法人沖縄県観光開発公社に吸収され、1994年（平成6年）に社団法人沖縄県観光連盟との統合により財団法人沖縄ビジターズビューロー、さらに1996年（平成8年）には財団法人沖縄コンベンションセンター、財団法人沖縄コンベンションビューローとの統合により財団法人沖縄観光コンベンションビューロー（OCVB）と変わった。
1989年（平成元年）度の150万人の年間入場者数を機に減少し、それ以後、毎年2700万 - 8200万円の赤字を出し、1998年（平成10年）度には4億以上の累積欠損となった。経営を行っていたOCVBは、比較的収入のあった海軍壕施設、ブセナリゾート施設（ブセナ海中公園）からの収益を充てる計画もあったが、欠損は埋めきれないと予想された。さらに、アトラクションの老朽化も進み、経営改善は望めないと判断され、2000年（平成12年）3月をもって閉園した。
これにより沖縄の遊園地専業のテーマパークはすべて閉園し、動物園運営の沖縄こどもの国が小規模の遊園地を併設運営するのみにとどまっている。

## 沿革
- 1975年（昭和50年）7月20日 - 沖縄海洋博覧会の開会に伴い開園。
- 1979年（昭和54年）10月 - （財）沖縄県リゾート開発公社が（財）沖縄県観光開発公社に吸収され、運営権が移行。
- 1994年（平成6年）4月 - （財）沖縄観光開発公社、（社）沖縄県観光連盟の統合により（財）沖縄ビジターズビューローに運営権が移行。
- 1996年（平成8年）4月 - （財）沖縄ビジターズビューロー、（財）沖縄コンベンションセンター、（財）沖縄コンベンションビューローの統合により（財）沖縄観光コンベンションビューロー（OCVB）に運営権が移行。
- 2000年（平成12年）
  - 3月31日 - 閉園。
  - 4月27日 - 幼児用バッテリーカーなどの遊戯機を沖縄こどもの国へ寄贈。

## 施設
海洋博開催当時のデータ。
- ジェットコースター - 最高地点25m・レール長さ627m・車両6人乗り6両
- 海のスリラー館 - 海底火山大爆発、船の墓地、悪魔の島等海のスリルが色々な装置で展開される153mのコースを徒歩で観覧する。
- 宇宙線シャワー - 回転直径22m・収容人員48名の回転ブランコ。
- 大観覧車 - 海抜12mの丘の上に設置された高さ30m・4人乗りゴンドラ20個を備えた観覧車。
- 急流すべり - 丸木舟に乗って激流を急降下する。水路長323m・4人乗り舟18隻。
- メリーゴーランド - 外柵直径12m・収容人員30人。
- は虫類館 - アミメニシキヘビ、インドニシキヘビ、アナコンダ、キングコブラなどを展示。展示路45m・収容人員30人。
- ゲームコーナー - ゲームマシン52台設置の室内遊戯場。収容人員130人。
- 遊泳プール - ウォータースライダーを備えたプール。規模950平米、収容人員100人。
- エキスポ池 - 浮橋等を設置した人工池。
- レストラン「トップランド」 - 観覧車に隣接し美しい海の景色を見ながら食事が可能なレストラン。1階室内120席テラス48席・2階76席。
- バッテリーカー・木馬 - 各5台、1975年11月26日導入。
- 売店3か所

## 跡地
閉園後、県有地であった跡地は県に返還されたが、沖縄振興開発特別措置法によって指定された観光振興地域であったこともあり、観光施設への代替を行うため、売却を予定していた。
最終的に、2002年（平成14年）に本部町により土地が購入され、1998年（平成10年）に設立された同町などが出資の第三セクターであるエキスポ開発が、250室を有する長期滞在型のリゾートホテル建設を計画したが、資金調達難等の問題により凍結された。
その後は空き地のまま放置されたが、2010年（平成22年）5月にオリオンビールがエキスポ開発に出資したうえで、ホテル建設事業へ参入。2014年7月にホテルオリオンモトブリゾート＆スパとして開業した。
なお、園内で使用されていた約300万円ほどになる幼児用バッテリーカーなど遊戯機42台は沖縄こどもの国に無償で寄贈された。